# Konstantin Makovskij
Konstantin Jegorovič Makovskij (rusky Константин Егорович Маковский, 20. červnajul./ 2. července 1839greg. Moskva – 17. záříjul./ 30. září 1915greg. Petrohrad) byl ruský malíř a zakládající člen skupiny peredvižniků. Narodil se jako syn Jegora Makovského, jednoho ze zakladatelů Moskevské školy malířství, sochařství a architektury, kterou Konstantin absolvoval v roce 1857. Pak pokračoval ve vzdělávání na Petrohradské umělecké akademii, kde brzy dokázal svůj talent. V roce 1862 obdržel Malou zlatou medaili za svůj první historický obraz Lžidimitrijovi agenti zabíjejí Fjodora Godunova. Formálně nikdy akademii nedokončil, protože se v roce 1863 zúčastnil studentské revolty. O několik let později však získal titul akademika, profesora a člena umělecké akademie. V roce 1870 se stal jedním ze zakladatelů uměleckého družstva peredvižniků.
Makovskij byl mistrem portrétní a žánrové malby, maloval velké množství různých lidských typů a scén z každodenního života obyčejných lidí. Jedním z jeho nejznámějších obrazů je Slavnost maslenica na Náměstí Admirality v Petrohradě (1869). Dal mu monumentální rozměry a zobrazil na něm „celý Petrohrad“. Na konci 70. let 20. století se Makovskij odvrátil od současných témat k historii, zejména ruskému životu v 16. a 17. století.
Zemřel při dopravní nehodě v roce 1915, když do jeho kočáru narazila tramvaj.

## Výběr obrazů

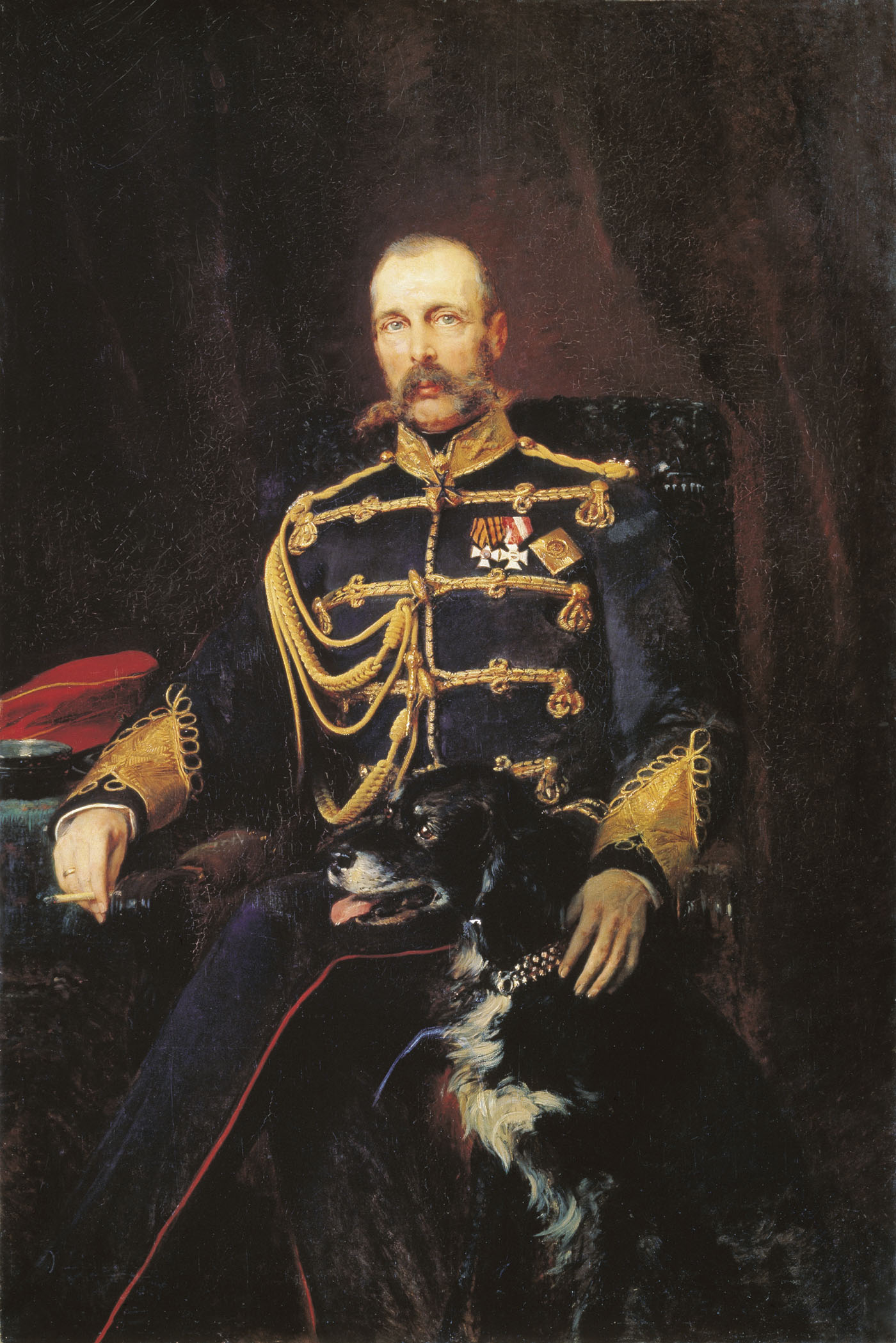
Car Alexandr II.
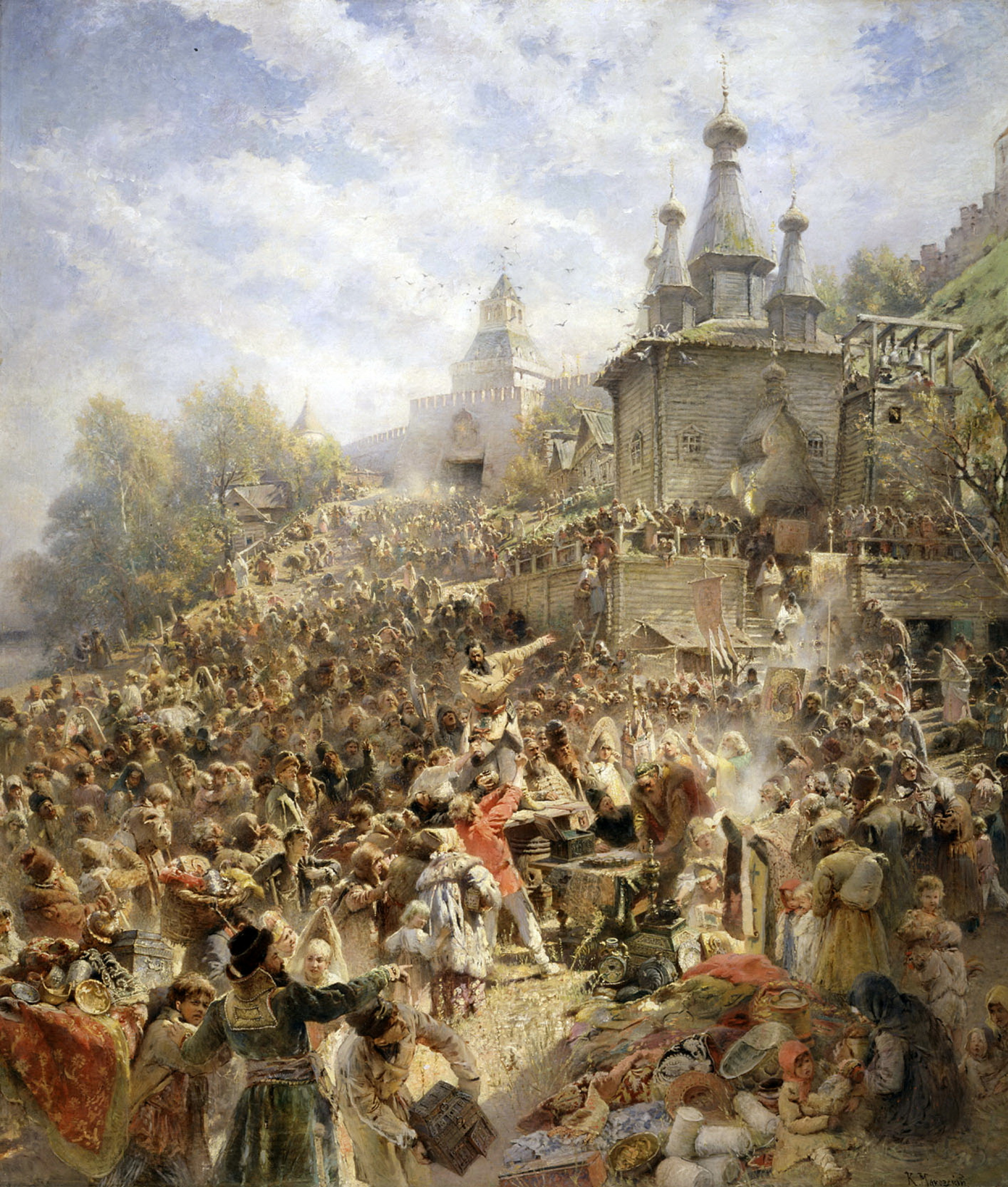
Výzva Kuzmy Minina
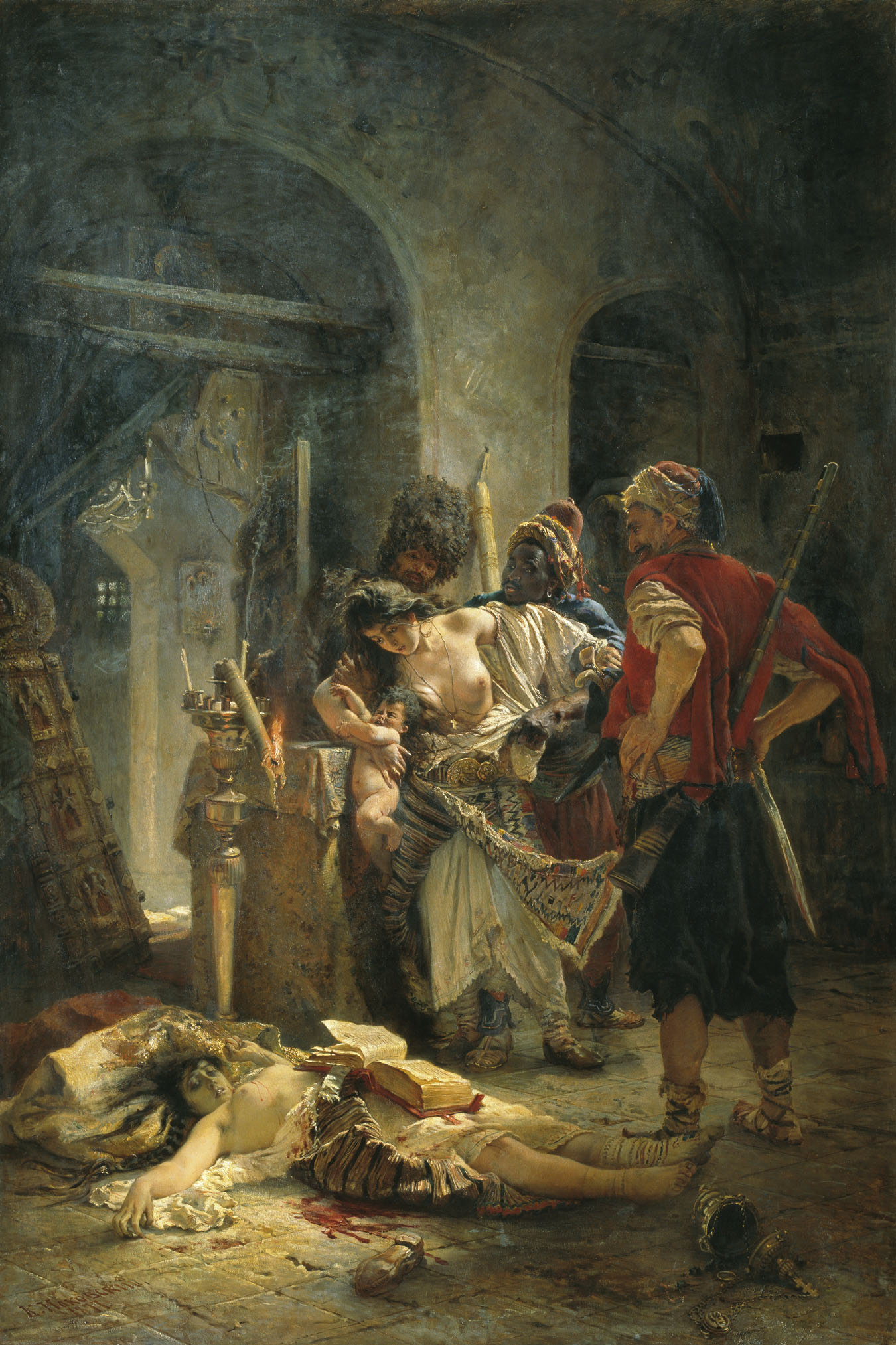
Bulharské mučednice
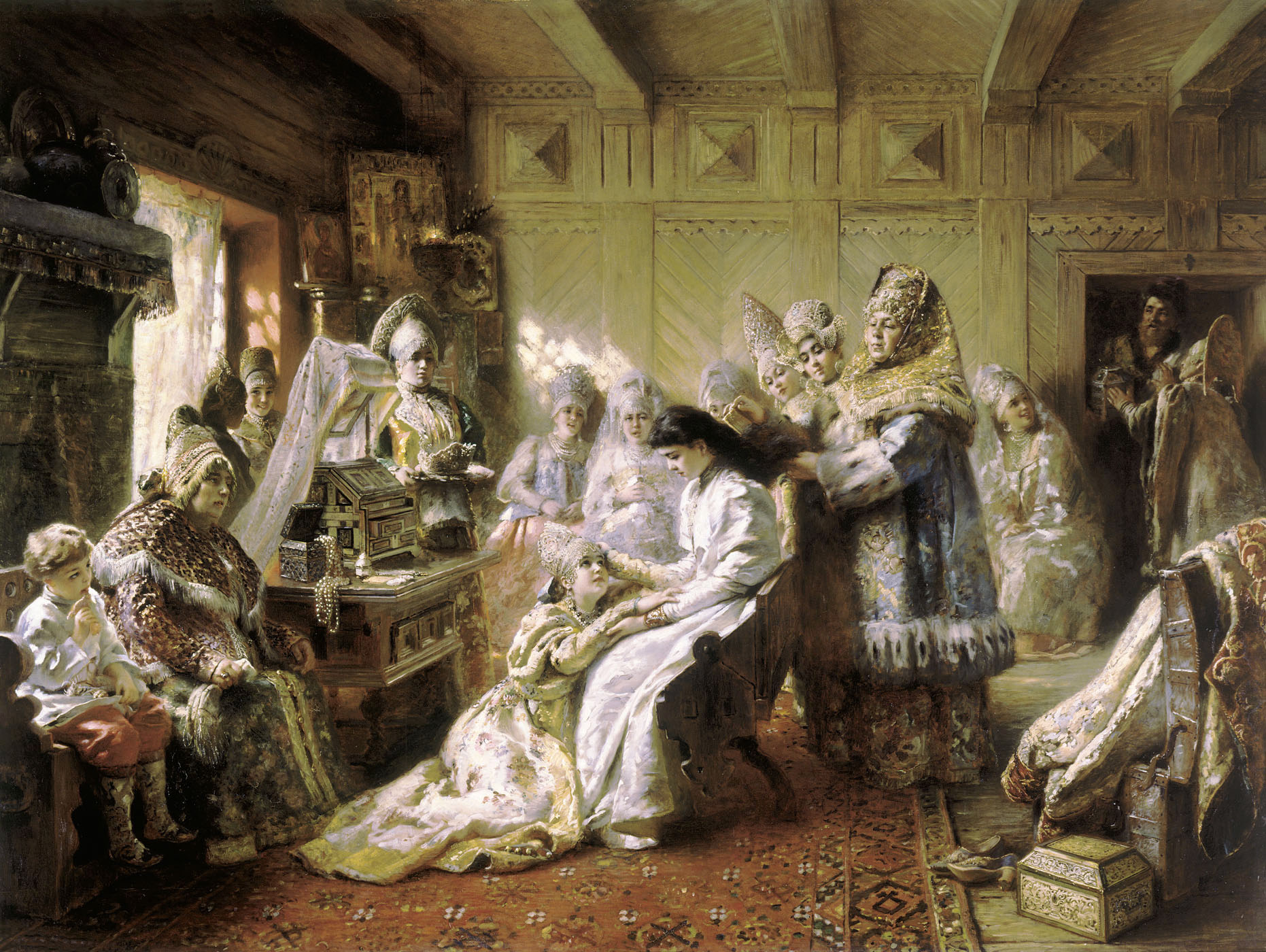
Ruské svatební přípravy (Oblékání nevěsty)
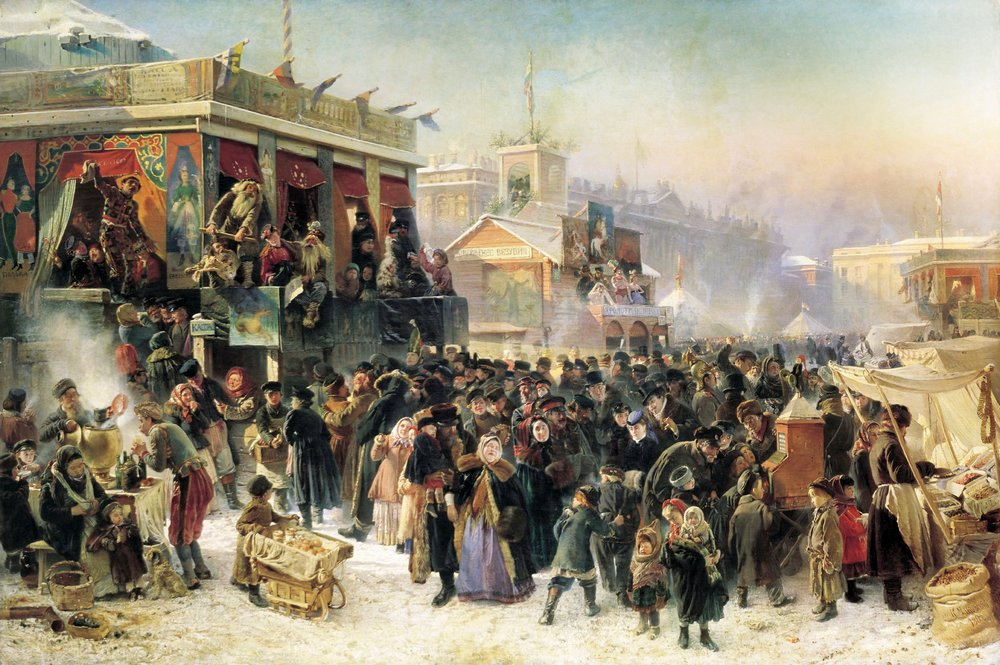
Maslenica na Náměstí Admirality v Petrohradě
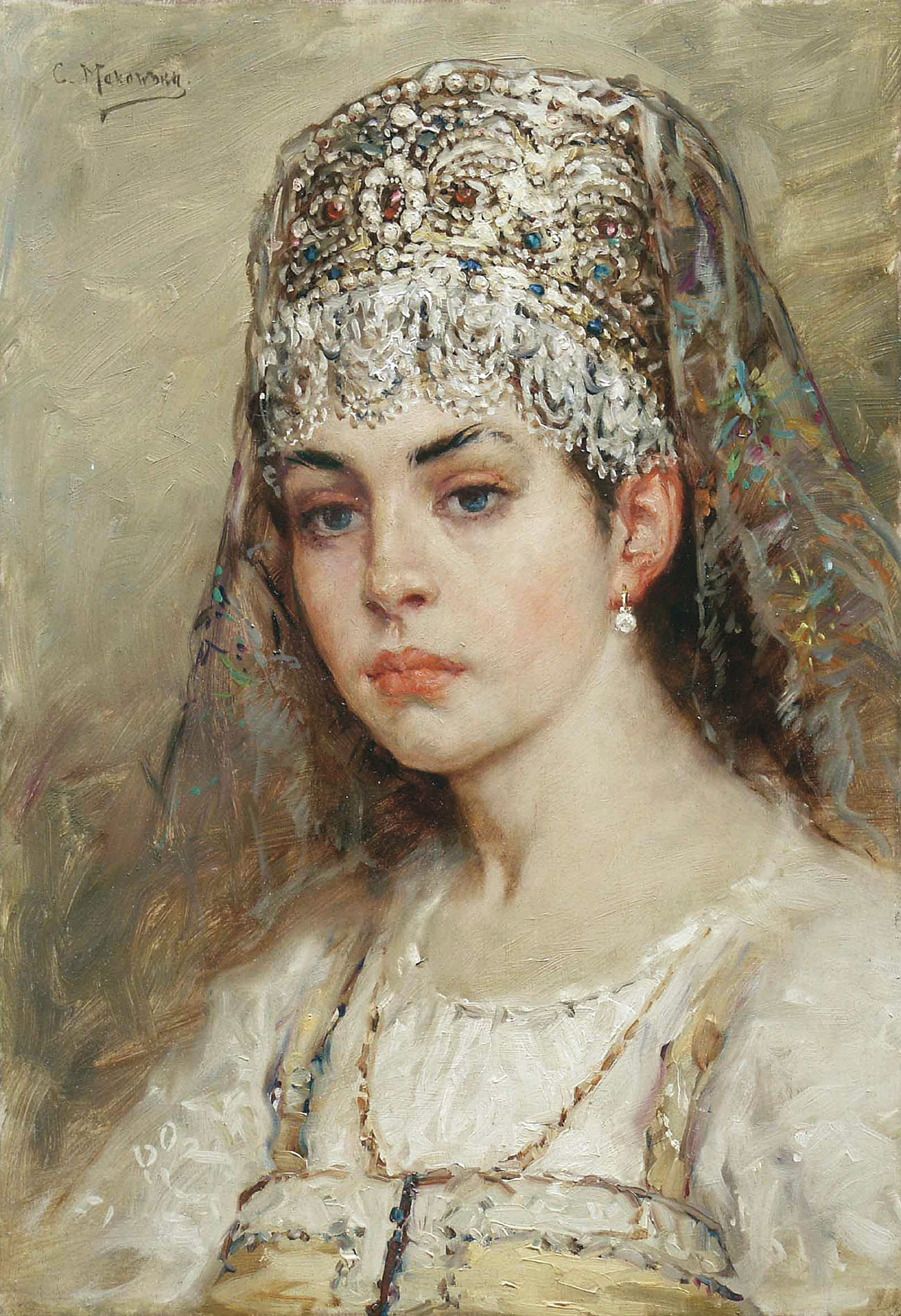
Bojarova dcera
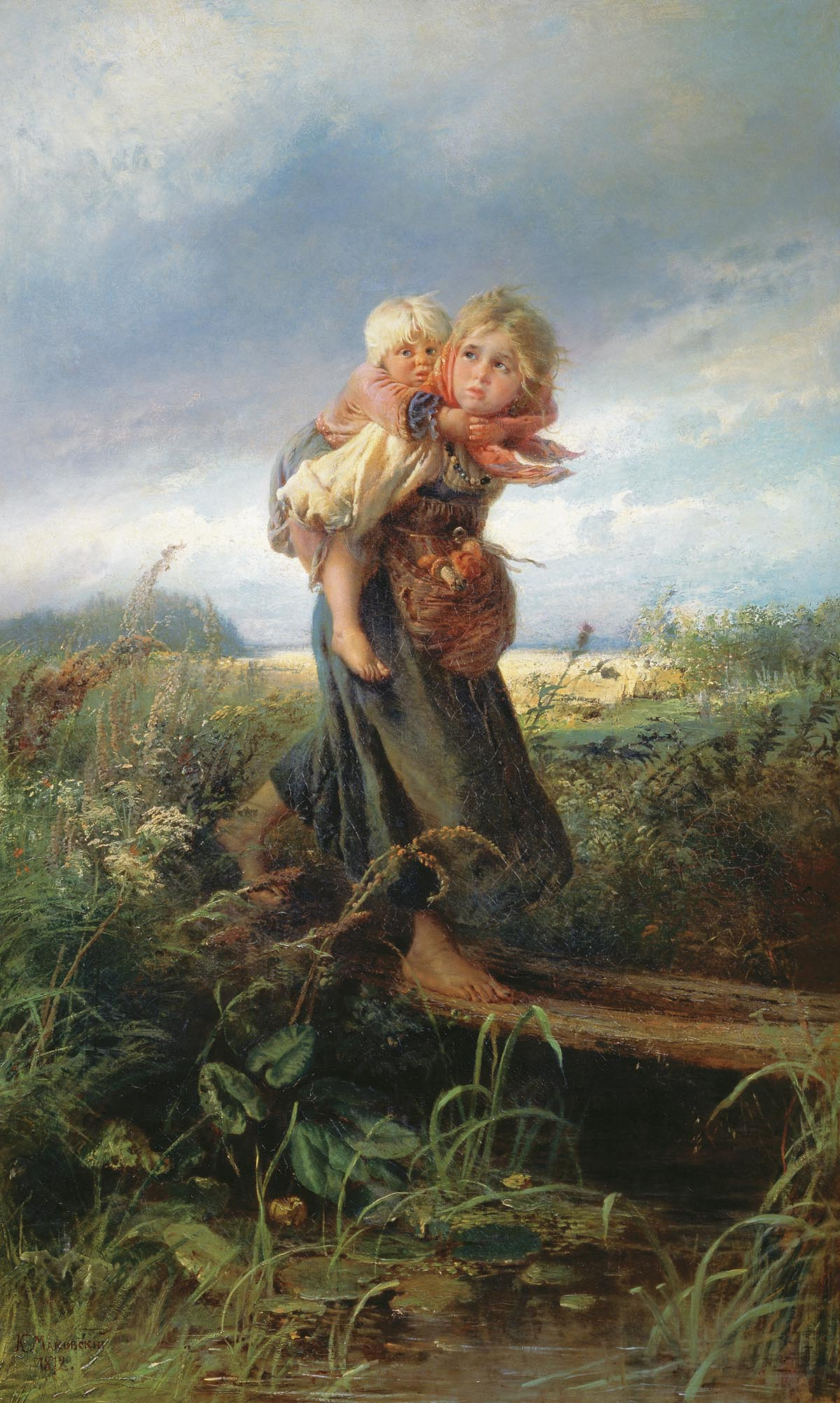
Děti prchají před bouří
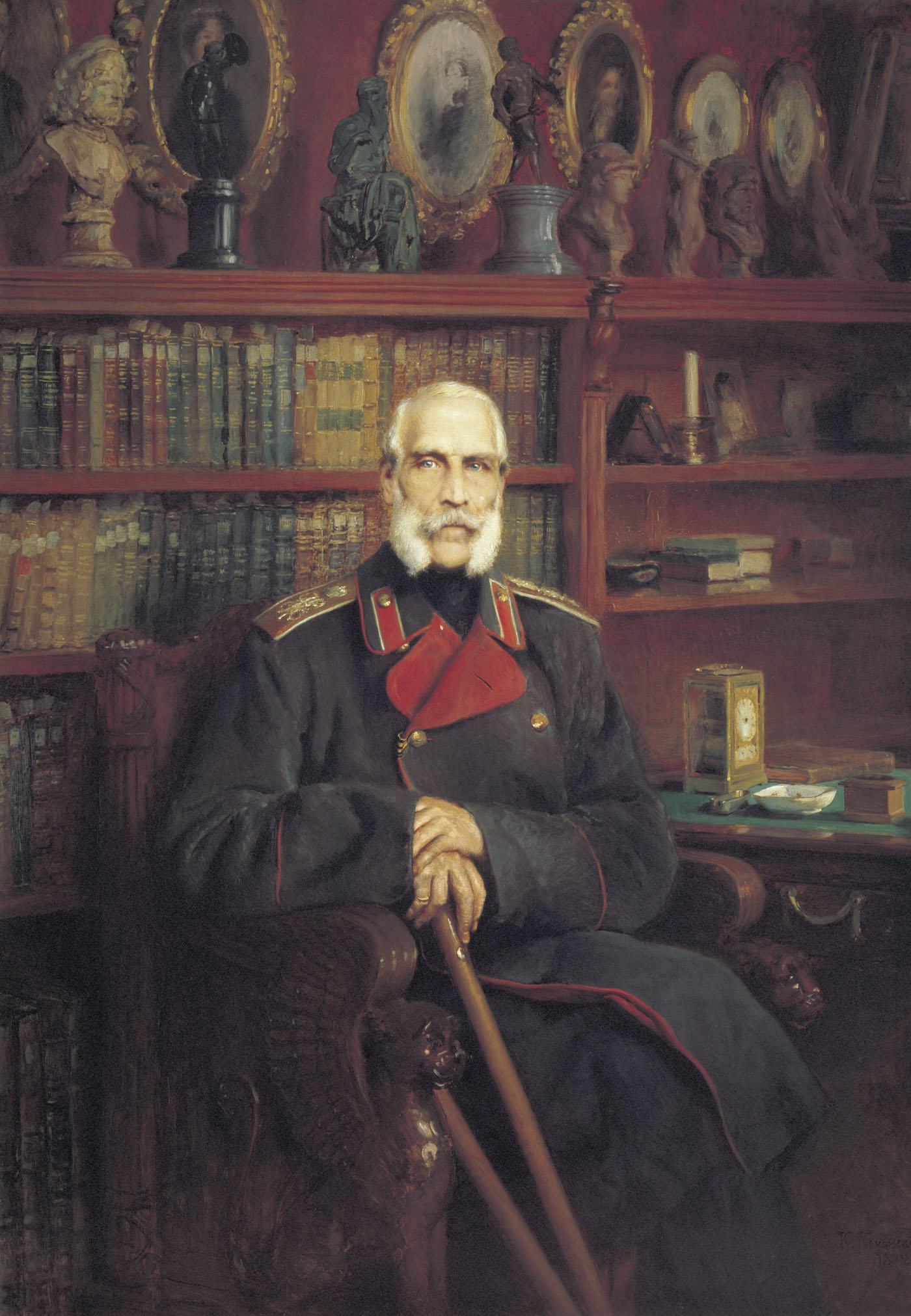
Hrabě Sergej Stroganov